# Mesquita do Conquistador

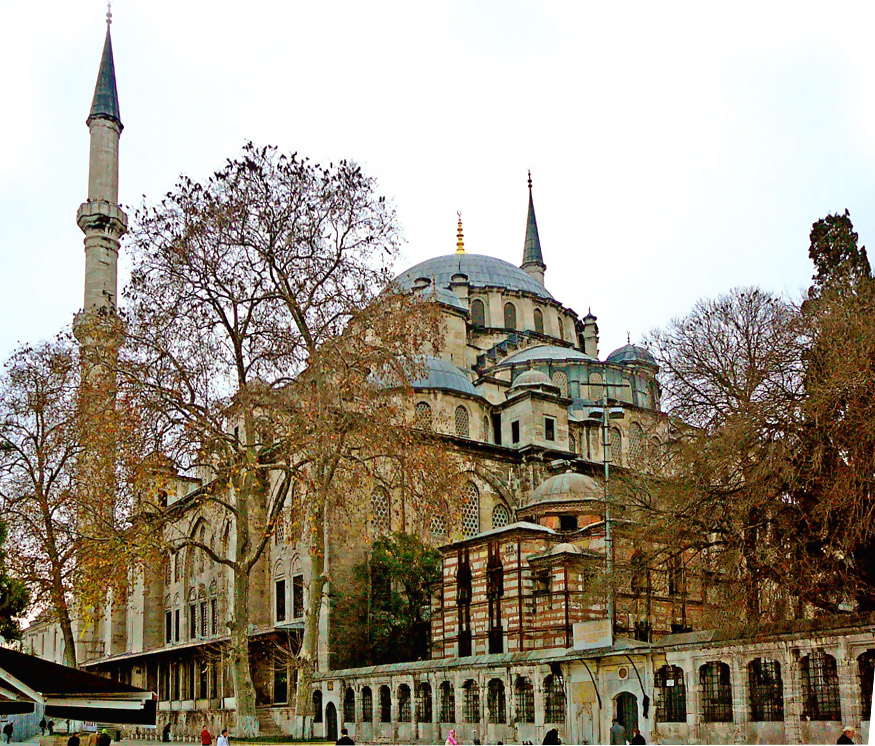
Vista exterior da mesquita em 2007

A Mesquita de Fatih ou Mesquita do Conquistador (em turco:  Fatih Camii) é uma mesquita otomana situada no distrito de Fatih, Istambul, Turquia. Foi um dos maiores exemplares da arquitectura turco-islâmica de Istambul e representou um importante passo no desenvolvimento da arquitetura otomana clássica.

## História
A mesquita foi mandada construir pelo sultão Maomé II, o Conquistador (em turco: Fatih), no local da antiga igreja bizantina dos Santos Apóstolos, a segunda maior igreja de Istambul a seguir a Santa Sofia, a qual foi demolida para dar lugar à mesquita. Muitos dos materiais da igreja foram usados na construção da mesquita. O arquiteto foi Atik Sinan, que se diz ter sido grego, embora posteriormente se tenha convertido ao Islão.
O complexo original incluía um conjunto de edifícios bem planeados dispostos em volta da mesquita, que ocupava uma área com 325 metros de comprimento ao longo do lado do Corno de Ouro da rua Fevzipasa. Entre as estruturas do complexo contavam-se oito madraçais (escolas islâmicas),  biblioteca, hospital, taphane (asilo), han (caravançarai), mercado, hamam (balneário público), escola primária e um imaret (refeitório de benificência). Posteriormente foram adicionados vários türbe (mausoléus).
A mesquita original foi muito danificada por um terramoto em 1509, após o qual foi reparada, mas voltou a sofrer estragos com os terramotos de 1557 e 1754, tendo sido igualmente restaurada. Outro terramoto, em 22 de maio de 1771 fez ruir a cúpula principal e provocou danos graves nas paredes, tendo a mesquita sido reconstruída segundo um novo plano da autoria do arquiteto Mimar Mehmet Tahir, às ordens do sultão Mustafá III.
Há muitas especulações sobre o desenho original da Mesquita de Fatih, que fontes contemporâneas comparavam a Santa Sofia. O pátio, a entrada principal e as partes inferiores dos minaretes, são da construção original, datando os restantes elementos da reconstrução da reconstrução em estilo barroco de 1771.

## Arquitetura

### Interior
O interior atual é basicamente uma cópia de desenhos e técnicas anteriores inventados por Sinan, usados repetidamente por ele próprio e os seus sucessores em quase todas as mesquitas de Istambul, os quais por sua vez foram muito influenciados, senão mesmo copiados, de Santa Sofia. A cúpula central, com 26 metros de diâmetro é suportada por quatro semicúpulas que assentam em quatro grandes colunas de mármore em cada um dos eixos. Existem dois minaretes, um em cada uma das galerias gémeas. A caligrafia usada na decoração da mesquita e do mimbar denotam influência barroca, mas os azulejos brancos de qualidade inferior, contrastam com o esplendor dos de İznik usados noutras mesquitas anteriores, de que a de Rüstem Paşa é o melhor exemplo. Supõe-se que o mirabe pode ser da mesquita original.

### Külliye(complexo)

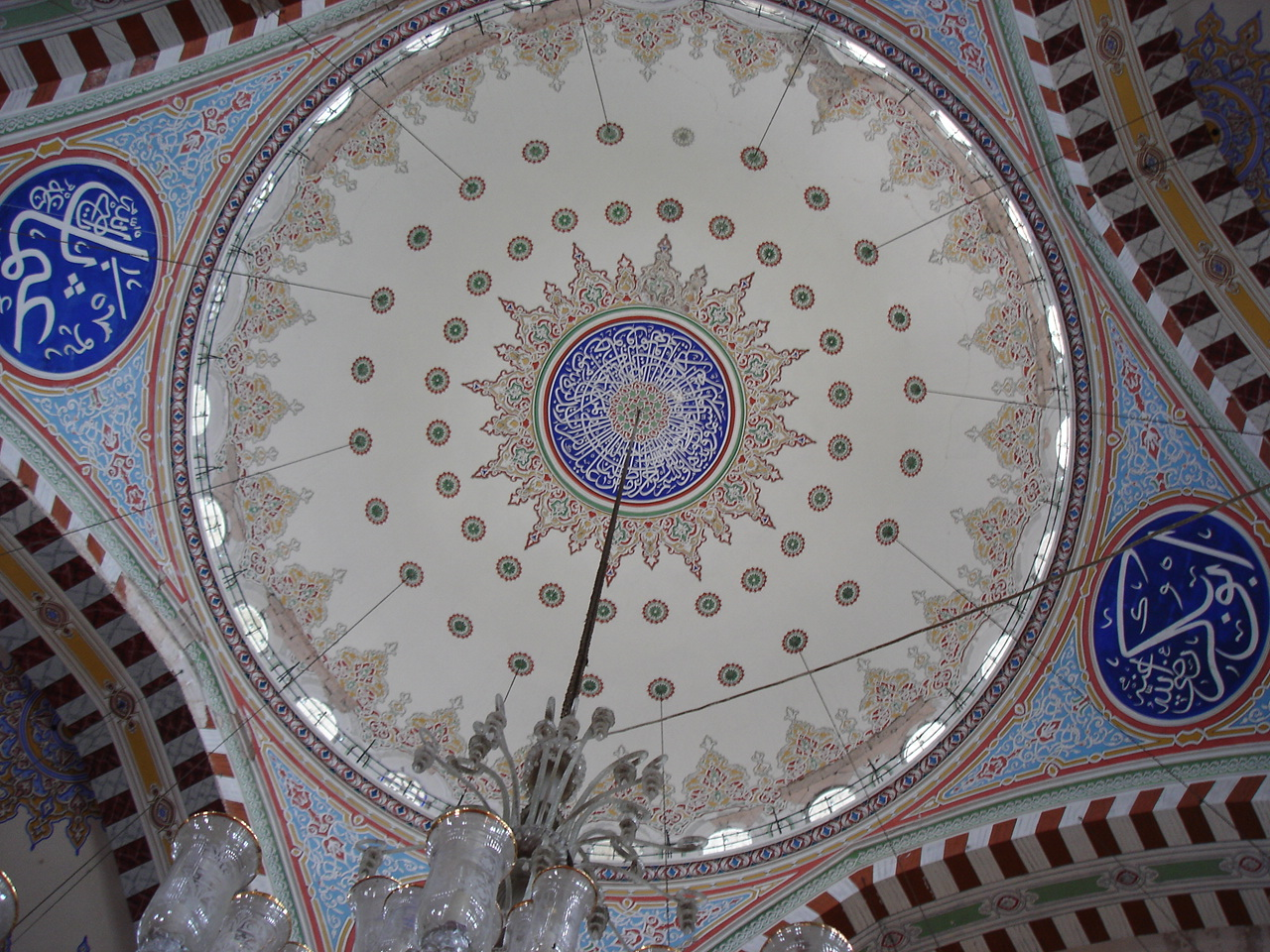
Interior da cúpula principal

À semelhança de outras mesquitas imperiais de Istambul, a Mesquita Fatih fazia parte de um külliye, um complexo de serviços não só religiosos, mas também culturais e sociais. A norte e a sul da mesquita encontram-se oito madraçais, disposto de forma simétrica. Cada um tem uma dershane (escola propriamente dita) e 18 celas, cada uma com capacidade para quatro estudantes. Atrás de cada uma existia um anexo, com cerca de metade do tamanho do respetivo madraçal. Esses anexos foram demolidos para a construção de uma estrada. Os madraçais tinham capacidade para aproximadamente mil estudantes, o que fazia do conjunto uma grande universidade para o seu tempo.
O taphane (asilo) encontra-se na parte exterior do canto sudeste do recinto da mesquita. Tem um belo pátio com 16 excecionais colunas de brecha verde e granito, as quais é provável que sejam provenientes da Igreja dos Santos Apóstolos. Do lado oposto ao asilo encontra-se um grande türbe de Naksh-i Dil Sultana, mãe do sultão Mamude II.
No cemitério situado ao lado da quibla, detrás da mesquita, encontram-se os türbes de Maomé II, Conquistador e da sua mulher Amina Gul-Baar Catum, ambos reconstruídos após os terremotos. O mausoléu do Conquistador é no estilo barroco, com o interior profundamente e ricamente decorado. O mausoléu de Gul-Bahar é  simples, de linhas clássicas e possivelmente é muito semelhante ao original. O cemitério tem ainda um vasto número de sepulturas de oficiais da corte otomana, nomeadamente a de Osmã Nuri Paxá.

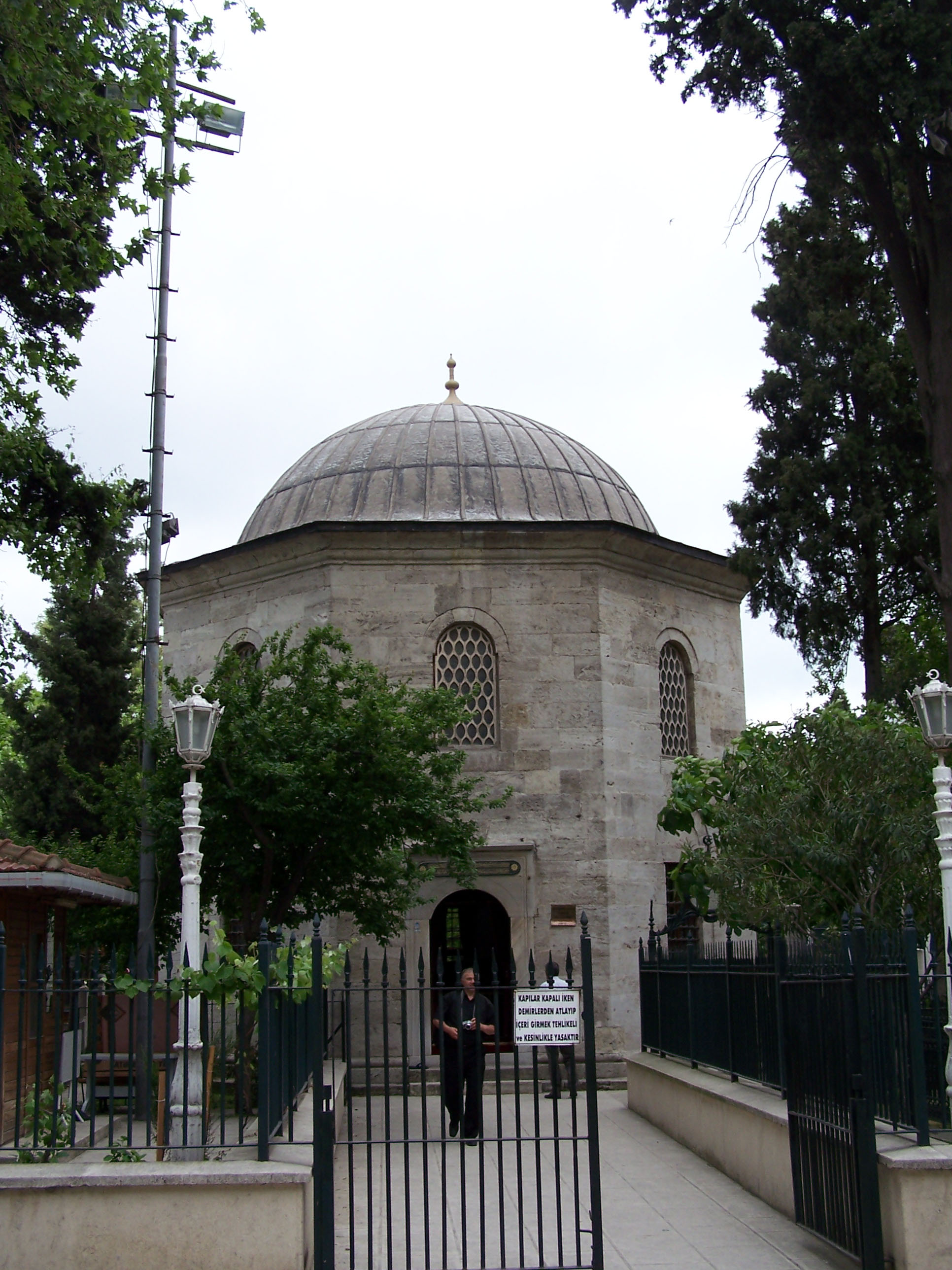
Türbe (mausoléu) de Amina Gul-Baar Catum, mulher de Maomé II

Igualmente junto à quibla encontra-se uma biblioteca abobadada construída em 1724. Uma das suas portas abre-se para a rua, enquanto outra se abre para o pátio interior da mesquita.
O caravançarai do complexo foi restaurado nos anos 1980. Nele se encontram atualmente algumas lojas e ateliers. O hospital, mercado, refeitórios e hamam já não existem.